# Hesperocallis
Hesperocallis je monotipski rod trajnica iz porodice šparogovki smješten u vlastiti tribus Hesperocallideae, dio je potporodice saburovki. Jedina vrsta je gomoljasti geofit H. undulata u pustinjskim prfedjelima Kalifornije, Arizone, Nevade i Meksika (Baja California Norte, Baja California Sur, Sonora).
Rod je opisan u Proceedings of the American Academy of Arts and Sciences 7(2): 390–391. 1868.

## Povijest
Donedavno su njegovi odnosi među jednosupnicama bili nejasni. Druge klasifikacije su ga uključile u Hemerocallidaceae ili Funkiaceae. Godine 1972. Hamilton Traub stvorio je porodicu Hesperocallidaceae s Hesperocallis kao jedinim uključenim rodom. sada se vodi kao tribus potporodice Agavoideae.
- H. undulata
- H. undulata
- H. undulata